# Kreisgericht Kassel
Das Kreisgericht Kassel (zeitgenössische Schreibweise: Kreisgericht Cassel) war ein preußisches Kreisgericht in der damaligen preußischen Provinz Hessen-Nassau mit Sitz in Kassel.
Mit der Annexion des Kurfürstentums Hessen wurden 1867 in der nunmehr preußischen Provinz die fünf Kreisgerichte Kassel, Fulda, Hanau, Marburg, Rinteln und Rotenburg mit dem übergeordneten Appellationsgericht Kassel eingerichtet. Es löste damit das kurhessische Obergericht Kassel ab.
Die folgenden Amtsgerichte wurden dem Kreisgericht Kassel untergeordnet:
| Amtsgericht                   | Sitz              | Aufgelöst                      |
| ----------------------------- | ----------------- | ------------------------------ |
| Amtsgericht Kassel I          | Kassel            | besteht                        |
| Amtsgericht Kassel II         | Kassel besteht    |                                |
| Amtsgericht Abterode          | Abterode          | 1932                           |
| Amtsgericht Allendorf         | Allendorf         | 1945                           |
| Amtsgericht Bischhausen       | Bischhausen       | 1932                           |
| Amtsgericht Carlshafen        | Carlshafen        | 0                              |
| Amtsgericht Eschwege          | Eschwege          | besteht                        |
| Amtsgericht Felsberg          | Felsberg          | 1943, als Zweigstelle bis 1970 |
| Amtsgericht Fritzlar          | Fritzlar          | besteht                        |
| Amtsgericht Grebenstein       | Grebenstein       | 0                              |
| Amtsgericht Großalmerode      | Großalmerode      | 1945                           |
| Amtsgericht Gudensberg        | Gudensberg        | 1943, als Zweigstelle bis 1971 |
| Amtsgericht Hofgeismar        | Hofgeismar        | 0                              |
| Amtsgericht Jesberg           | Jesberg           | 1968                           |
| Amtsgericht Lichtenau         | Lichtenau         | 1945                           |
| Amtsgericht Naumburg (Hessen) | Naumburg (Hessen) | 1943, als Zweigstelle bis 1970 |
| Amtsgericht Netra             | Netra             | 1932                           |
| Amtsgericht Oberkaufungen     | Oberkaufungen     | 0                              |
| Amtsgericht Veckerhagen       | Veckerhagen       | 1932                           |
| Amtsgericht Volkmarsen        | Volkmarsen        | 0                              |
| Amtsgericht Wanfried          | Wanfried          | 1932                           |
| Amtsgericht Witzenhausen      | Witzenhausen      | 2005                           |
| Amtsgericht Wolfhagen         | Wolfhagen         | 2005                           |
| Amtsgericht Zierenberg        | Zierenberg        | 1932                           |

Mit dem Inkrafttreten des deutschen Gerichtsverfassungsgesetzes am 1. Oktober 1879 traten an die Stelle dieser Kreisgerichte die drei Landgerichte Kassel, Marburg und Hanau mit je einer Staatsanwaltschaft. Das Landgericht Kassel wurde damit Nachfolger der Kreisgerichtes Kassel.